# I-Kavod
I-Kavod (hebreiska: כָבוֹד skamlig) står omnämnd i Första Samuelsboken som bror till Achituv. I-Kavod står också som son till Pinechas, och blev född samma dag som filistéerna tog Herrens Ark. Hans mor började få värkar på grund av chock när hon hörde att hennes man och svärfar hade dött och Arken hade blivit tagen. Moderns identitet och namn står inte omnämnd, och det är sagt att hon dog en kort tid efter att ha fött och namngett honom.
I den masoretiska bibeltexten av Samuelsböckerna står det att hans namn är en referens till det faktum att äran har lämnat Israel. Antingen syftar det till hans pappas död, eller Elis, eller till förlusten av Arken. Septuaginta, å andra sidan, säger att hans namn var en klagan: ve till Israels ära. Codex Vaticanus refererar till honom som ouai barchabot, alltså samma som I Bar Chabod – Jag, son av Chabod eller No, ärans son. Enligt textstuderande, är den här delen av Samuelsboken från en ganska sen källa jämfört med andra delar, och därför kanske den här motiveringen av hans namn helt enkelt är folketymologi. 
Medan I-Kavod knappast nämns i den nuvarande hebreiska bibeln så refereras Achituv som bror till I-Kavod, snarare än son till Pinechas (eller till någon annan). Därför tror man att I-Kavod brukade ses som en viktigare person, men anledningarna till hans betydelse är inte längre kända. Vissa forskare har argumenterat för att I-Kavod kan vara den historiska person som ligger bakom den bibliska Jakob, efter att ha dragit slutsatsen att både Jakob och I-Kavod är förvrängningar av Jokeved  , som betyder Jahve är den [heliga] äran.